# Metalowcy

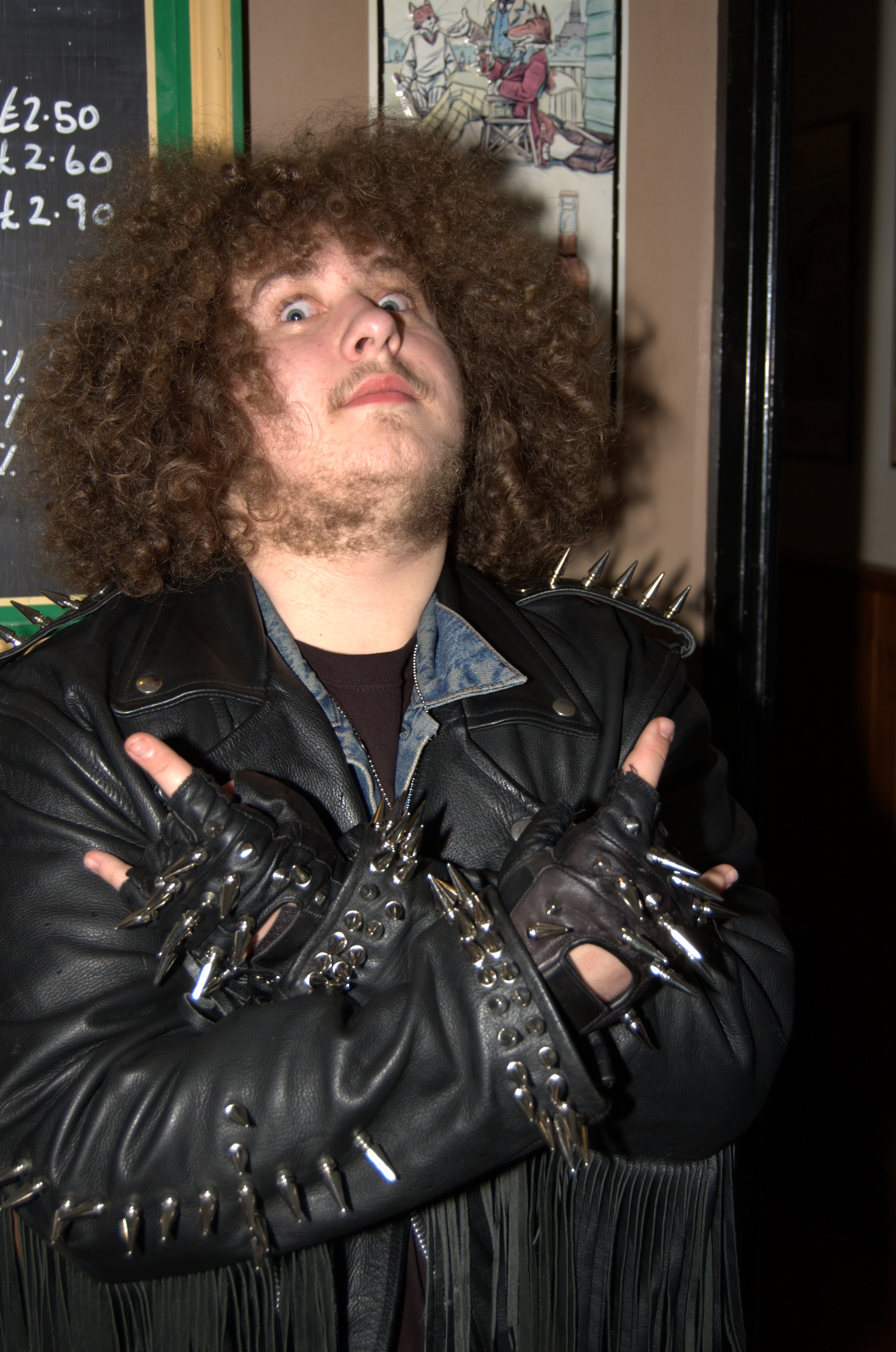
Metalowiec z charakterystycznym dla subkultury strojem

Metalowcy, heavymetalowcy, metale (ang. metalhead, headbanger, metallian) – subkultura powstała na początku lat 70. XX wieku w Wielkiej Brytanii i Stanach Zjednoczonych, zgromadzona wokół muzyki heavy metal i jej podgatunków.
Klasyczny styl metalowców spotykany powszechnie od lat 80. XX wieku, to długie włosy, dżinsowe spodnie, glany, kurtki (często z naszywkami ulubionych zespołów), skórzane kurtki, „ramoneski”, na które często nakłada się dżinsowe kamizelki. Ramoneski i kamizelki popularne są zwłaszcza wśród fanów thrash metalu. Z tyłu na wspomnianych dżinsowych kamizelkach nierzadko są umiejscowione duże naszywki przedstawiające okładki albumów ulubionych zespołów, które w Polsce potocznie nazywa się „ekranami” lub „telewizorkami”.
Styl ubioru i wygląd pomagają w identyfikowaniu się członków subkultury. Wiąże się ona jedynie z muzyką, pozostawiając swobodę w kwestiach światopoglądowych. Tego wyrazem są różne nurty i teksty utworów, przykładowo nawiązujące do satanizmu, ale też do chrześcijaństwa.

## Subkultura

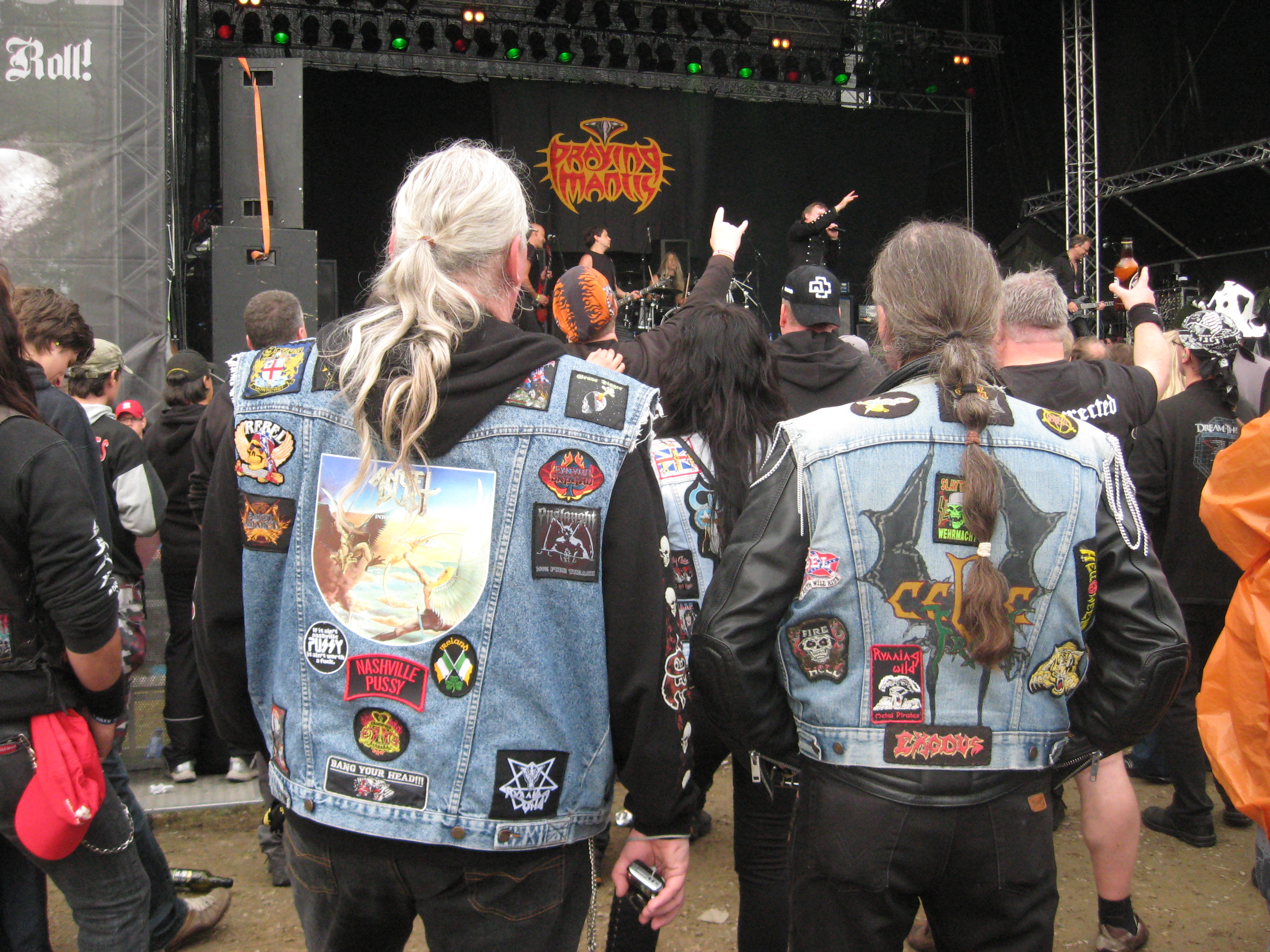
Metalowcy noszący jeansowe kamizelki z naszywkami zespołów muzycznych

Metalowcy tworzą swoją kulturę w pewnej alienacji od innych subkultur, mają swoje własne standardy przynależności do grupy. Książka Deeny Weinstein Heavy Metal: The Music And Its Culture mówi, że subkultura metalowa przez ciągłe powiększanie i utrwalanie „…jest o wiele trwalsza, niż większość innych kultur muzyki rockowej”. Metalowcy stworzyli charakterystyczną i wyizolowaną od społeczeństwa społeczność ze wspólnymi wartościami, normami i zachowaniami, tzw. autentyczność jest najważniejsza dla sceny muzyki metalowej; autentyczność ta wymaga od zespołów pełnego oddania w tworzeniu muzyki i kultury metalowej, a nie bycia częścią komercyjnej machiny napędzanej pieniędzmi z tzw. sprzedawania się zespołów. Metalowy kodeks mówi też o „sprzeciwianiu się obecnym autorytetom i separacji od reszty środowiska”. Metalowcy uważają, że najważniejsze dla nich jest „…całkowite oddanie się muzyce metalowej i głęboka lojalność wobec innych członków tej młodej subkultury, która ciągle się rozrasta”. Dają temu wyraz w hasłach takich jak Brotherhood of metal, Brothers of metal czy słowach piosenek - jak np. It's more than our religion it's the only way to live (Manowar). W raporcie SB z festiwalu w Jarocinie można przeczytać: Uważają, że muzyka jest źródłem wysokiej klasy przeżyć emocjonalnych. „Uszczęśliwia ich i uszlachetnia.” Są wrogami każdej innej postawy. Na zaczepki reagują natychmiast, w sposób gwałtowny i bez przebierania w środkach. (…) Przy bójkach nie używają łańcuchów czy „pieszczoszek”. Ograniczają się do podręcznych przedmiotów: potłuczone butelki, kamienie, deski.
Subkultura metalowa jest „tolerancyjna dla wszystkich jej fanów którzy są spoza jej pierwotnego demograficznego środowiska (Wielka Brytania i Stany Zjednoczone) jeżeli tylko postępują zgodnie z kodeksem metalowym”. Długie włosy, skórzane kurtki i naszywki z nazwami ulubionych zespołów tylko pomagają i zachęcają do identyfikacji w społeczeństwie i swojej kulturze. Jednakże Weinstein zauważyła, że nie wszyscy fani są widocznymi członkami metalowej i heavymetalowej społeczności. Uczęszczanie na koncerty, kupowanie albumów, aktywność na stronach internetowych o tematyce metalowej to inny sposób celebrowania metalowców ich ulubionej muzyki.

## Międzynarodowe odmiany

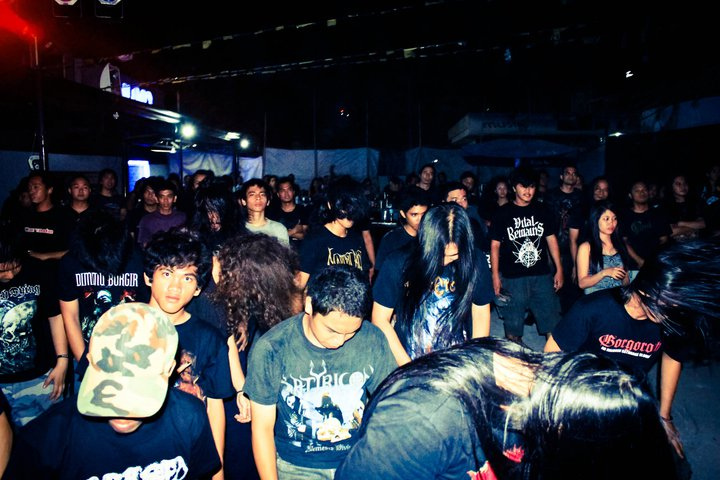
Metalowcy z Filipin, zdjęcie zrobione w trakcie wykonywania headbangu

Muzyka heavymetalowa ma wielu stronników w różnych krajach. W 2000 r. można było znaleźć metalowców praktycznie w każdym kraju na świecie, włącznie z państwami południowej Afryki, Azji (szczególnie w Japonii) i Ameryce Południowej (najwięcej w Brazylii, Chile i Argentynie). Metalowcy i zespoły metalowe występują także w niektórych krajach Bliskiego Wschodu i południowej Azji. Nawet w niektórych bardziej konserwatywnych krajach muzułmańskich Środkowego Wschodu występują małe grupki kultury metalowej, chociaż autorytety religijne nie zawsze tolerują tego rodzaju kultury czy gatunki muzyki. Izrael na przykład, jak na tak małe państwo, posiada silną scenę metalową, szczególnie podscenę stoner doom i black metal.

## Metalowcy w Polsce
Metalowcy pojawili się w Polsce na początku lat 80. i tak jak w innych krajach, najliczniejsi byli zwłaszcza w drugiej połowie lat 80. (lata 1986–1989). Był to kolejny sposób na walkę młodzieży z codziennością, natomiast bunt metalowców uderzał w innym kierunku. Oprócz kilku zespołów nie poruszano nigdy tematyki politycznej, a niektóre zespoły były wręcz promowane przez Jerzego Urbana. Mimo to wielu wykonawców bojkotowało media i wydało pierwsze płyty dopiero w roku 1989 lub 1990. Większość z tych zespołów stała się rozpoznawalna po występie na Metalmanii – największym polskim festiwalu muzyki metalowej.